# Лучківська сільська рада (Кобеляцький район)
Лучківська сільська рада — колишній орган місцевого самоврядування у Кобеляцькому районі Полтавської області з центром у c. Лучки.

## Населені пункти
Сільраді були підпорядковані населені пункти:
- c. Лучки
- с. Правобережна Сокілка